# Vườn thực vật Curitiba

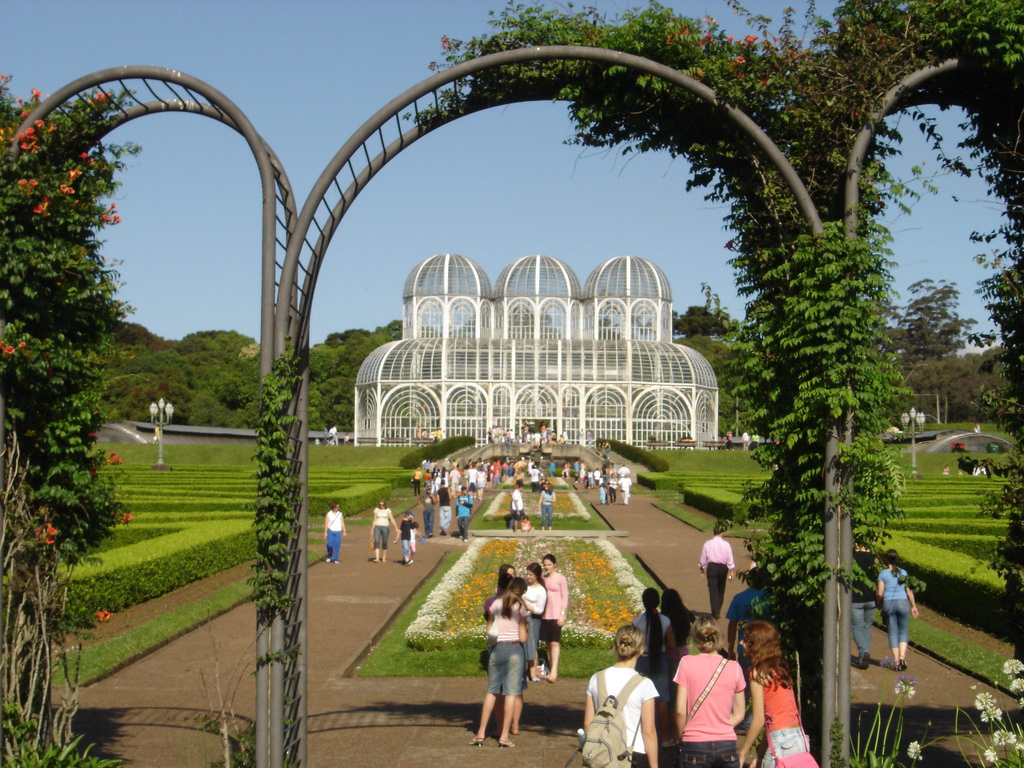
Vườn bách thảo Curitiba.

Vườn Bách thảo Curitiba (Tiếng Bồ Đào Nha: Jardim Botânico de Curitiba) - còn được biết đến dưới cái tên Vườn bách thảo Fanchette Rischbieter - vườn bách thảo Curitiba, thủ phủ của tiểu bang Parana và là thành phố lớn nhất miền Nam Brasil. Nằm trong khuôn viên của trường Đại học Liên bang Parana (Universidade Federal do Paraná), khu vườn này là điểm thu hút du lịch chính của thành phố.
Nổi tiếng với nhà kính trung tâm, rộng gần 500m² và trưng bày những mẫu thực vật bản địa cực kỳ quý hiếm. Đây là một công trình tuyệt đẹp đặc trưng cho cấu trúc kim loại được kiến trúc sư Abraão Assad lấy cảm hứng từ Cung điện Crytal ở London (Anh), một kiến trúc cổ từ giữa thế kỷ XIX.
Công viên là biểu tượng không chính thức của miền Nam Brazil - Với những loài thực vật nguyên bản và công trình kiến trúc độc đáo, năm 2007, được bình chọn là một trong "Bảy kỳ quan của Brazil".
Mã số nhận dạng quốc tế là CURIT.

## Lịch sử

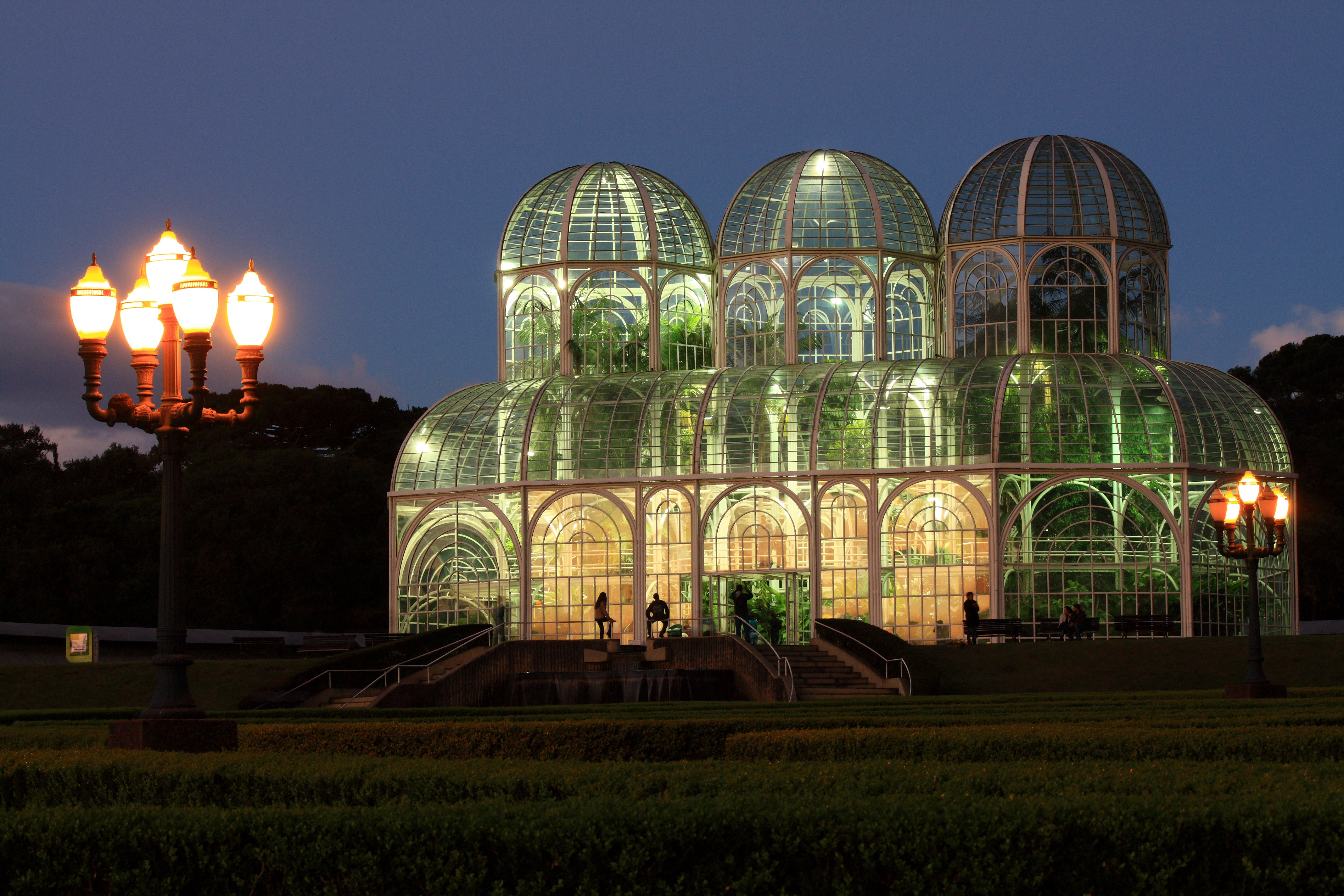
Vào ban đêm.

Chính thức mở cửa đón khách tham quan từ năm 1991, Curitiba được xây dựng theo kiểu một ngôi vườn của người Pháp, trên diện tích 240.000m². Ngay từ lối vào, được trải thảm hoa để đón chào du khách, đã thấm đậm một phong cách rất Pháp, ngôi vườn như được đặt ở giữa một ngọn núi, với những đài phun nước và hồ nước. Tiếp đó là một khu nhà kính rộng 458m², nơi dùng để ươm mầm của rất nhiều loại cây.

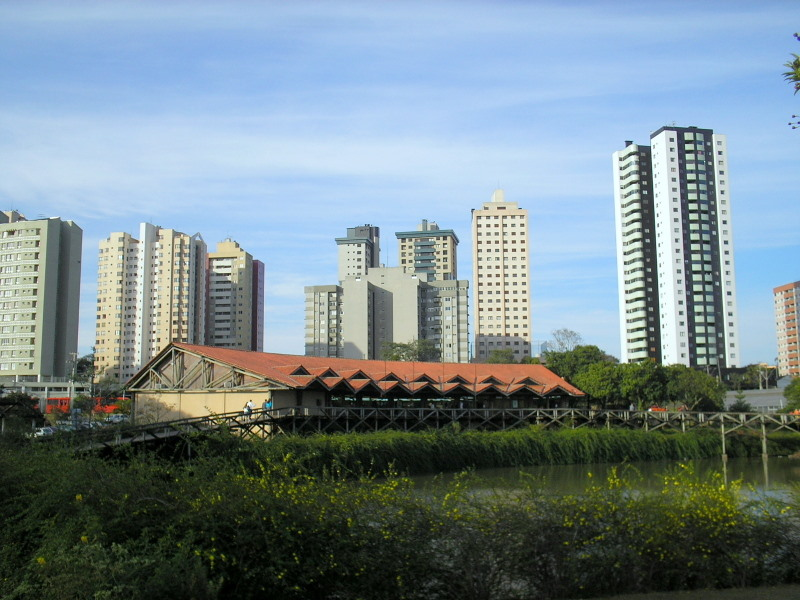
Bảo tàng thực vật của Curitiba.

Ngoài chất liệu kính và sắt, kiến trúc sư Abraão Assad còn thiết kế một tòa nhà khác hoàn toàn bằng gỗ, Bảo tàng thực vật. Bảo tàng này có cây cầu gỗ bắc qua một ao nhỏ nuôi các loại cá và rùa. Khuôn viên của vườn thực vật Curitiba còn có một trung tâm văn hóa, thư viện, khu vực triển lãm và cả một nhà hát. Khu bảo tàng thực vật, nơi cung cấp một bộ sưu tập những tài liệu tham khảo mang tính quốc gia về hệ thực vật bản địa, thu hút rất nhiều nhà nghiên cứu từ khắp nơi trên thế giới.
Riêng Trung tâm văn hóa là nơi trưng bày những tác phẩm được nghệ sĩ bản địa Frans Krajcberg trao tặng. Bảo tàng Thực vật của Vườn Bách thảo Curitiba có không gian trưng bày, thư viện và khán phòng.

## Hình ảnh vềJardim Botânico de Curitiba

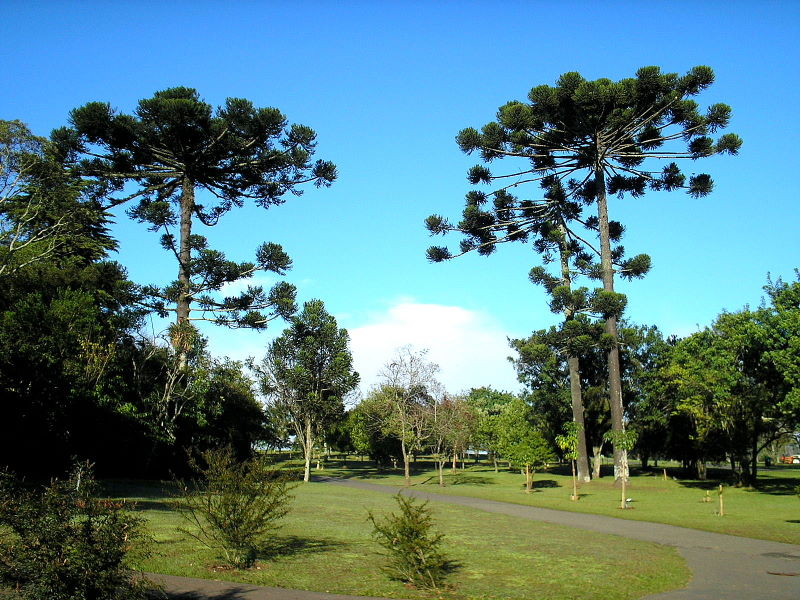
Araucaria angustifolia.
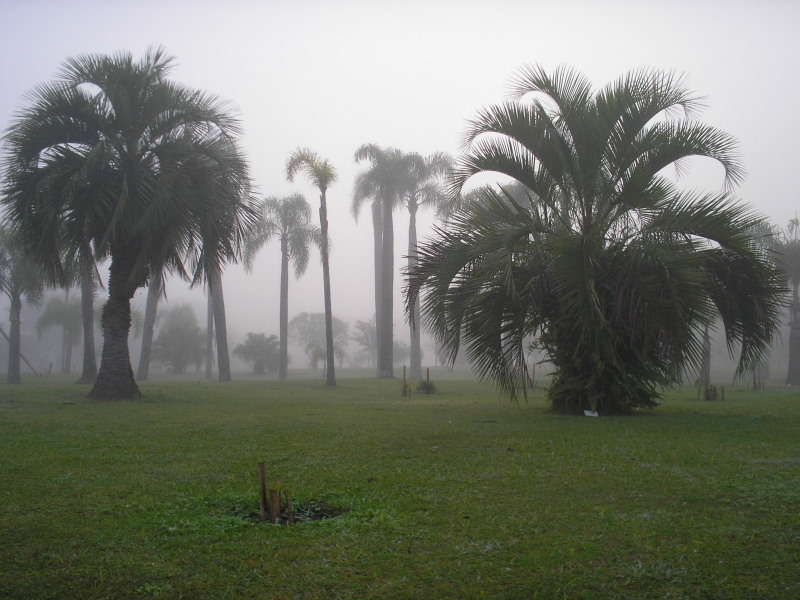
Thực vật bản địa tới bờ biển của Paraná.
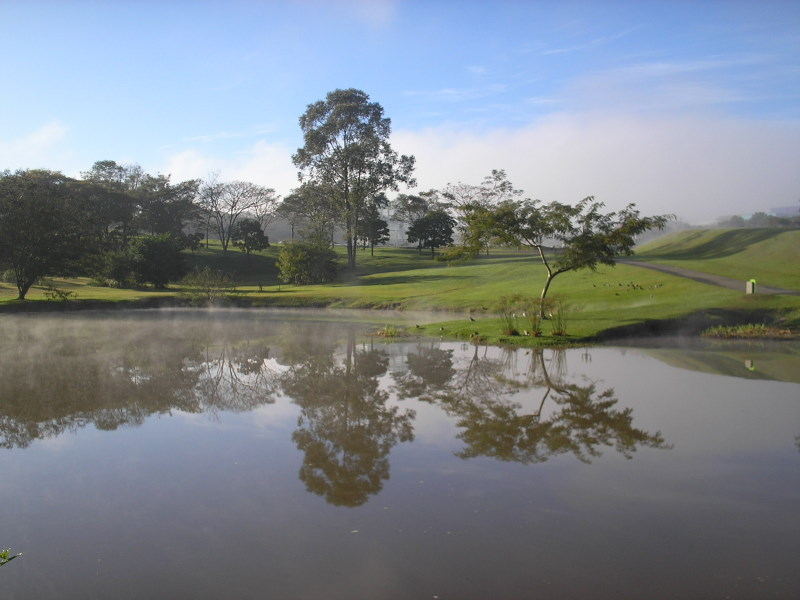
Lake với các nhà máy của sông Paraná.
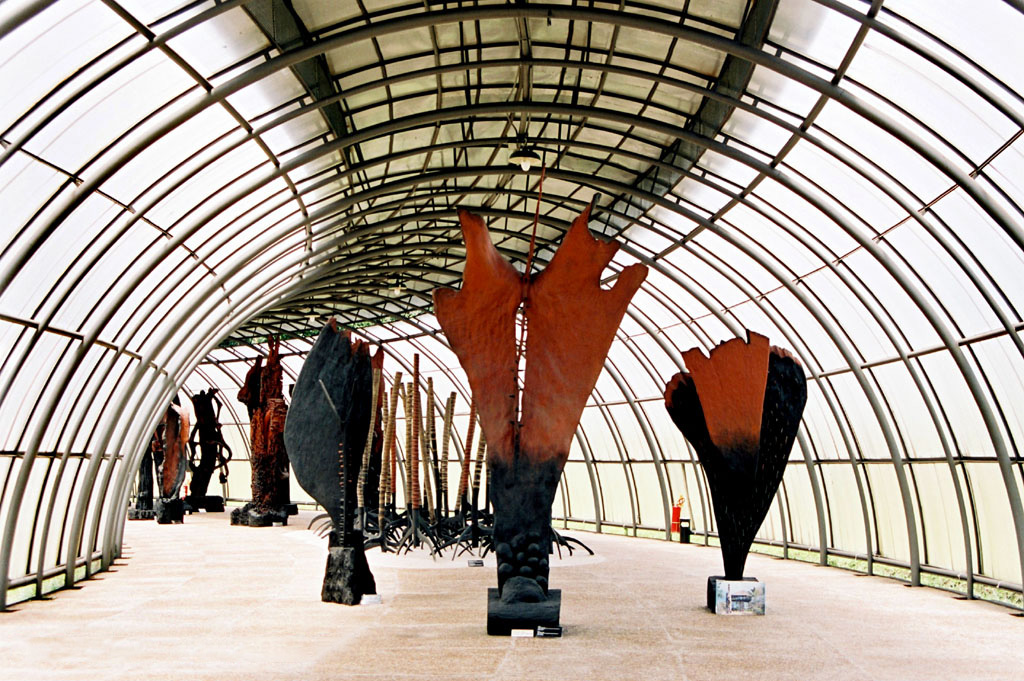
Bảo tàng Franz Krajcberg.
Hoa anh đào.Hoa anh đào.
Giờ Trái Đất 2010.
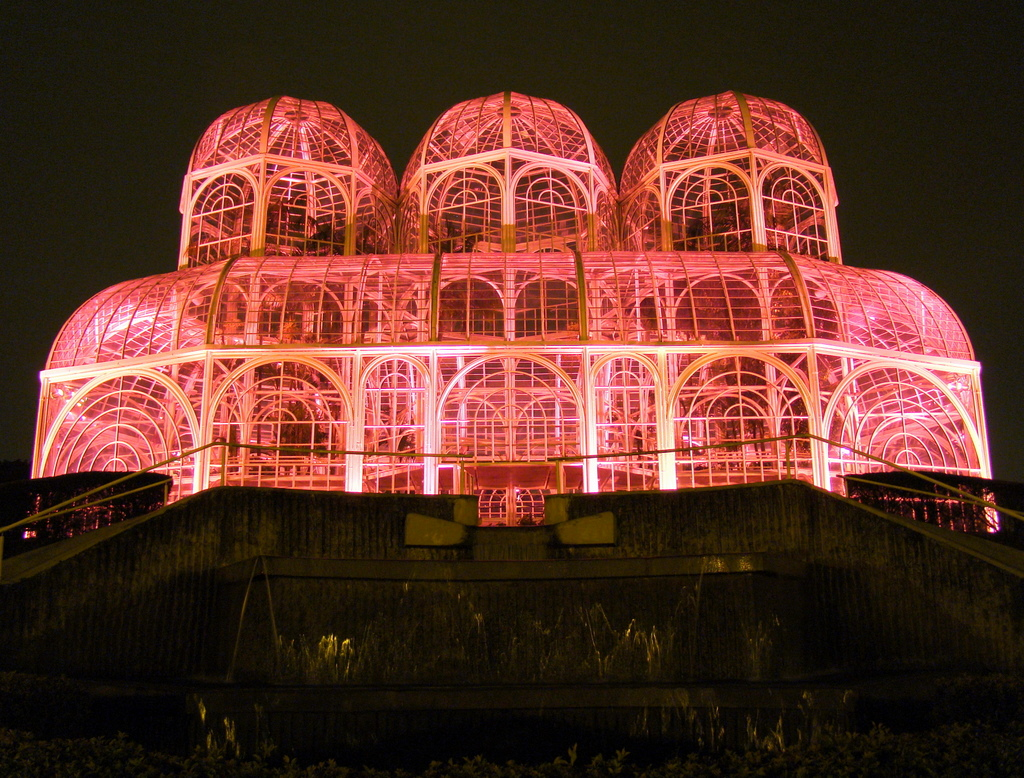
Tháng Nhận thức về ung thư vú quốc gia
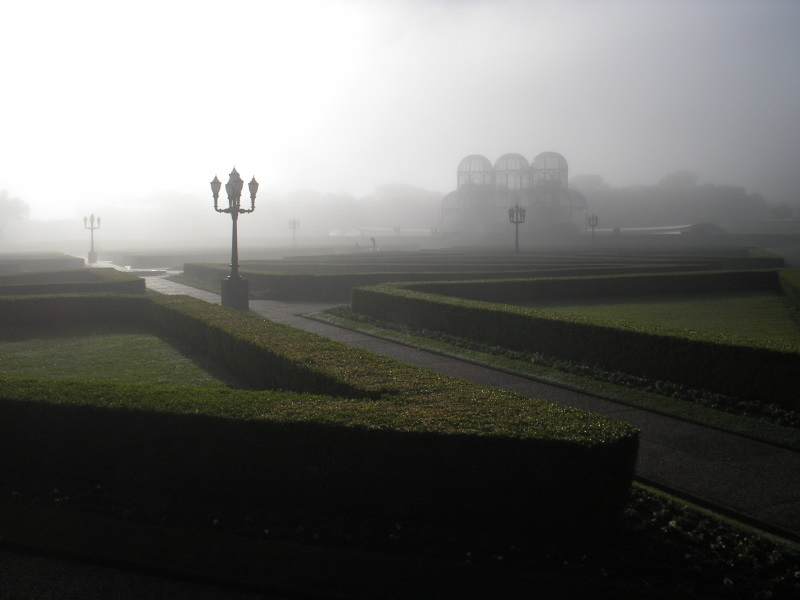
Vườn Pháp với sương mù.